# Frost Bank Center
Le Frost Bank Center (autrefois appelé SBC Center et AT&T Center) est une salle omnisports située à côté du Freeman Coliseum à l'est du centre de San Antonio, au Texas.
Depuis 2002, ses locataires sont les Spurs de San Antonio, une franchise de basket-ball évoluant en NBA et les Silver Stars de San Antonio, une équipe féminine de la WNBA. Le San Antonio Stock Show & Rodeo y est tenu en février depuis 2003. Sa capacité est de 18 797 places pour le basket-ball, 13 400 pour le hockey sur glace et 17 444 places au maximum pour les concerts. L'arène dispose de 56 suites de luxe (40 Terrace Suites et 16 Courtside Suites), 2 superboxes de 180 sièges, 2 party suites ainsi que 3 000 sièges de club.

## Histoire
Précédemment, les Spurs de San Antonio ont joué dans l'Alamodome, prévu pour le football américain, c'est un stade multisports avec une configuration qui a permis à la moitié de la surface au sol d'être employée pour le basket-ball. Bien que l'Alamodome ait toujours été  relativement récent (ouverture en 1993), il était devenu clair au cours des années que les Spurs de San Antonio employaient le stade pour une grande partie de l'année, le rendant difficile de fixer les dates contigues pour des conventions ou même un programme de football américain de saison régulière. Bien que la capacité de places assises dans l'Alamodome soit l'une des plus grandes de la NBA, les Spurs de San Antonio et les fans n'ont pas été satisfaits du stade en raison de ses mauvaises lignes de vue pour le basket-ball et la nature caverneuse de la configuration d'arène. Être principalement un stade de football américain a différencié l'Alamodome de la plupart des autres salles de la NBA.
Le AT&T Center fut donc construit à l'est de la ville près du Freeman Coliseum (une salle de 9 800 places inaugurée le 19 octobre 1949). Les travaux de la nouvelle salle débutèrent le 16 août et la cérémonie officielle se déroula le 24 août 2000. Le bâtiment fut ouvert au public le 18 octobre 2002 afin de remplacer l'Alamodome en tant que salle de basket-ball des Spurs. La construction de l'arène s'éleva à 175 millions de dollars USD (146.5 millions de dollars USD financé par le comté de Bexar et 28.5 millions de dollars par les Spurs). De 2002 à 2006, il porta le nom de SBC Center, SBC Communications, Inc. acheta les droits d'appellation 41 millions de dollars USD sur 20 ans mais en novembre 2005 la société fusionna avec AT&T.
Ce complexe sportif propose tout ce qui se fait de mieux actuellement dans le monde de la technique pour associer spectacle et sport. Tout cela grâce à AT&T, une société qui est spécialisée dans la télécommunication via les nouvelles technologies. Le AT&T Center est bourré d'électronique et d'informatique, avec notamment plusieurs bornes Internet.
La construction du SBC Center ne fut pas le seul avantage que les Spurs de San Antonio  acquirent, ils obtinrent le plein pouvoir quant aux choix des dates des matches des Spurs mais aussi de tous les autres évènements, y compris le hockey. Avec les meilleurs dates réservées par l'équipe de basket-ball et les miettes laissées aux San Antonio Iguanas, la franchise de hockey perdit en rentabilité. Le propriétaire des Iguanas refusant de vendre, il choisit de suspendre les opérations de la franchise et de réserver les noms des Iguanas. Les Spurs qui avaient "enterré" le hockey à San Antonio et n'avaient pu racheter les Iguanas cherchèrent une nouvelle franchise à implanter en ville pour satisfaire les amateurs de hockey sur glace. Partenaires des Panthers de la Floride depuis longtemps, les Spurs amenèrent la LAH à San Antonio. La nouvelle équipe devait s'appeler Stampede à l'origine mais en raison d'une marque déjà déposée par une autre société, elle devint les Rampage de San Antonio.
L'arène a accueilli le WWE Royal Rumble 2007 le 28 janvier 2007 avec la victoire de The Undertaker devant 16 118 spectateurs.
L'arène accueillera le WWE Vengeance 2011 le 23 octobre 2011

## Événements
- NBA Finals, 2003, 2005, 2007, 2013 et 2014
- San Antonio Stock Show & Rodeo, depuis 2003
- WWE Royal Rumble 2007, 28 janvier 2007
- WWE TLC: Tables, Ladders and Chairs, 13 décembre 2009
- WNBA All-Star Game 2011, 23 juillet 2011
- WWE Vengeance, 23 octobre 2011
- WWE Raw, 17 mars 2014
- Concert de Lady Gaga (artRAVE : The ARTPOP Ball), 14 juillet 2014
- Concert de Madonna (Rebel Heart Tour), 10 janvier 2016

## Galerie

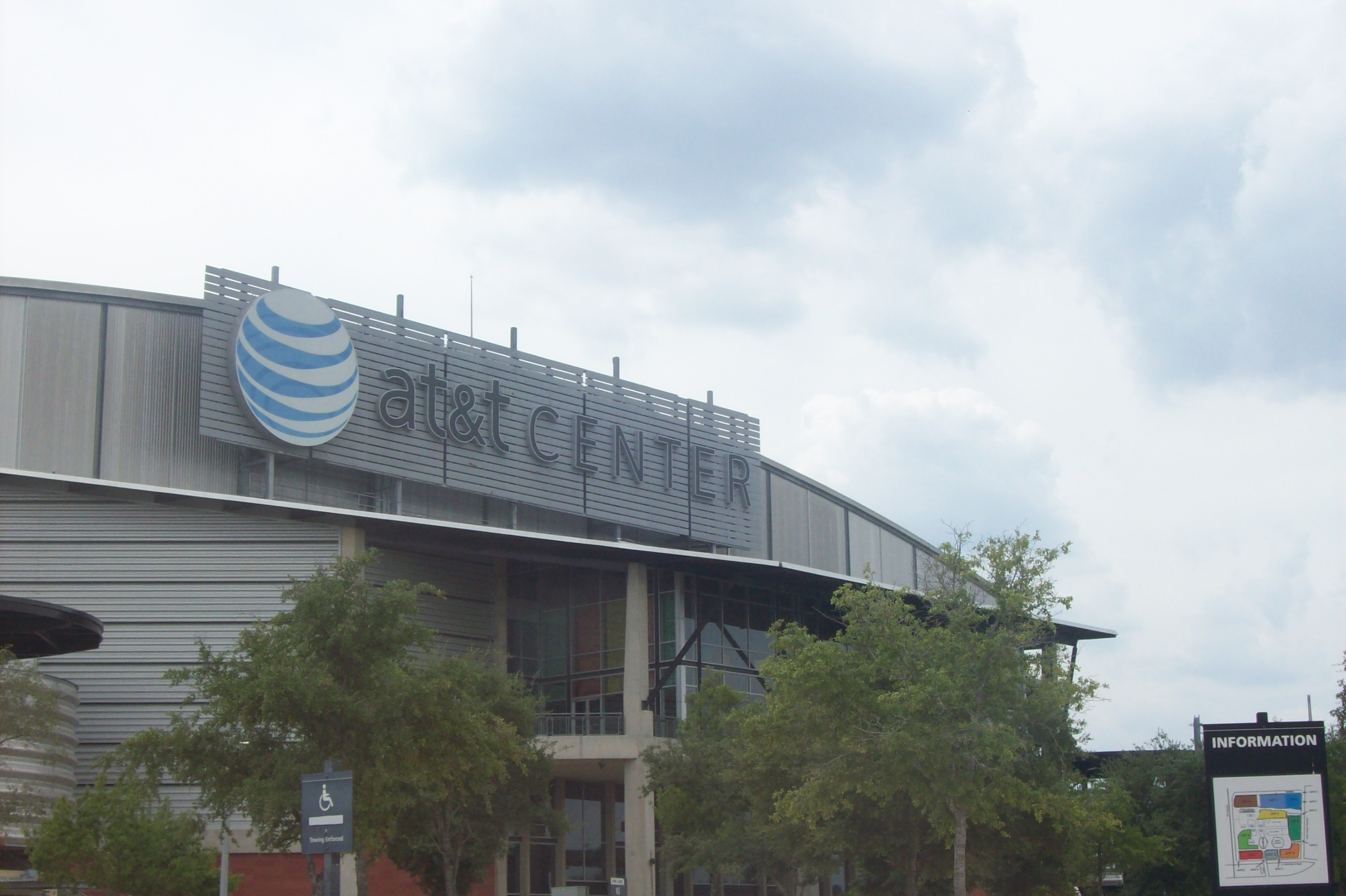
Façade
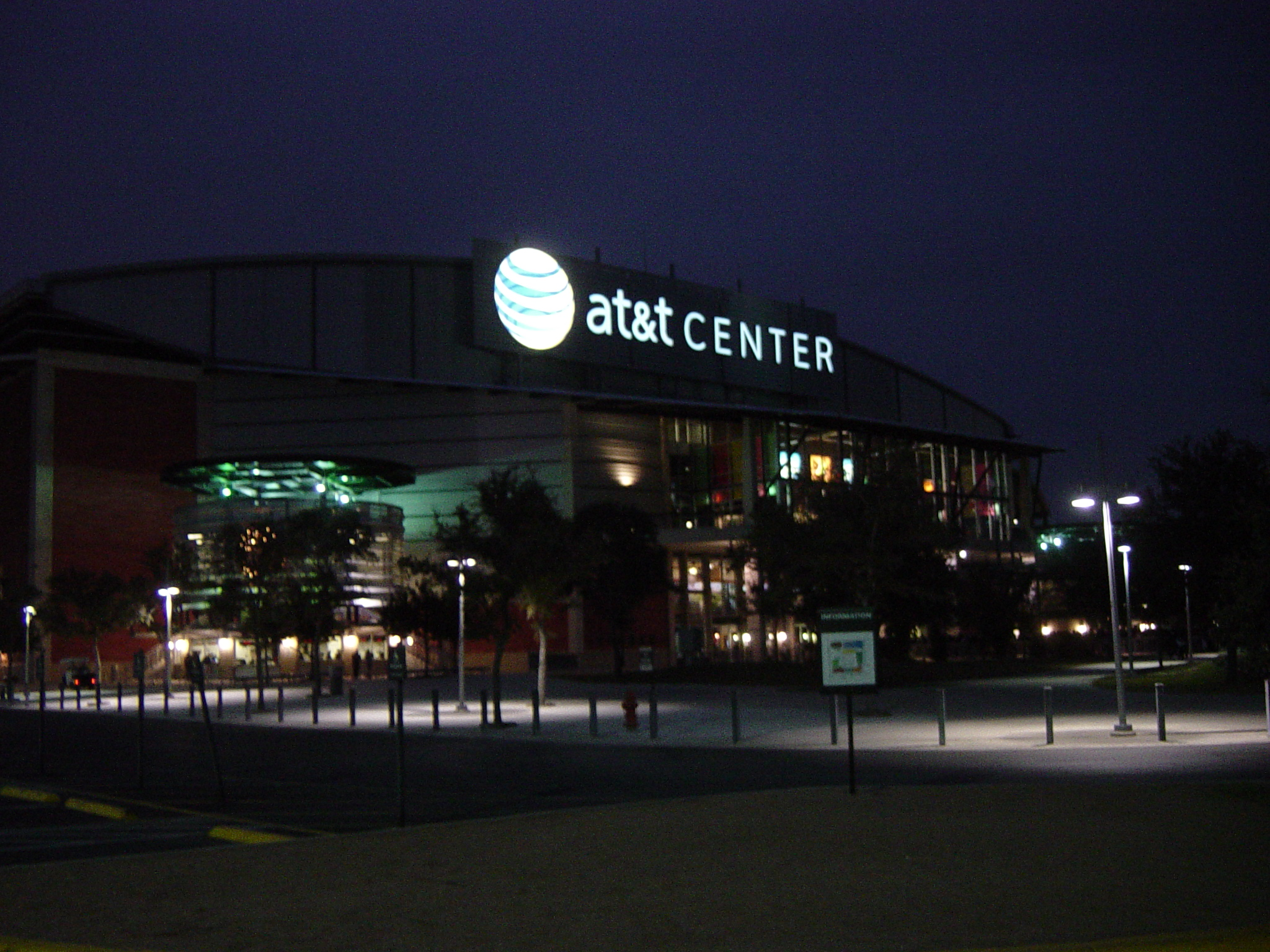
AT&T Center de nuit
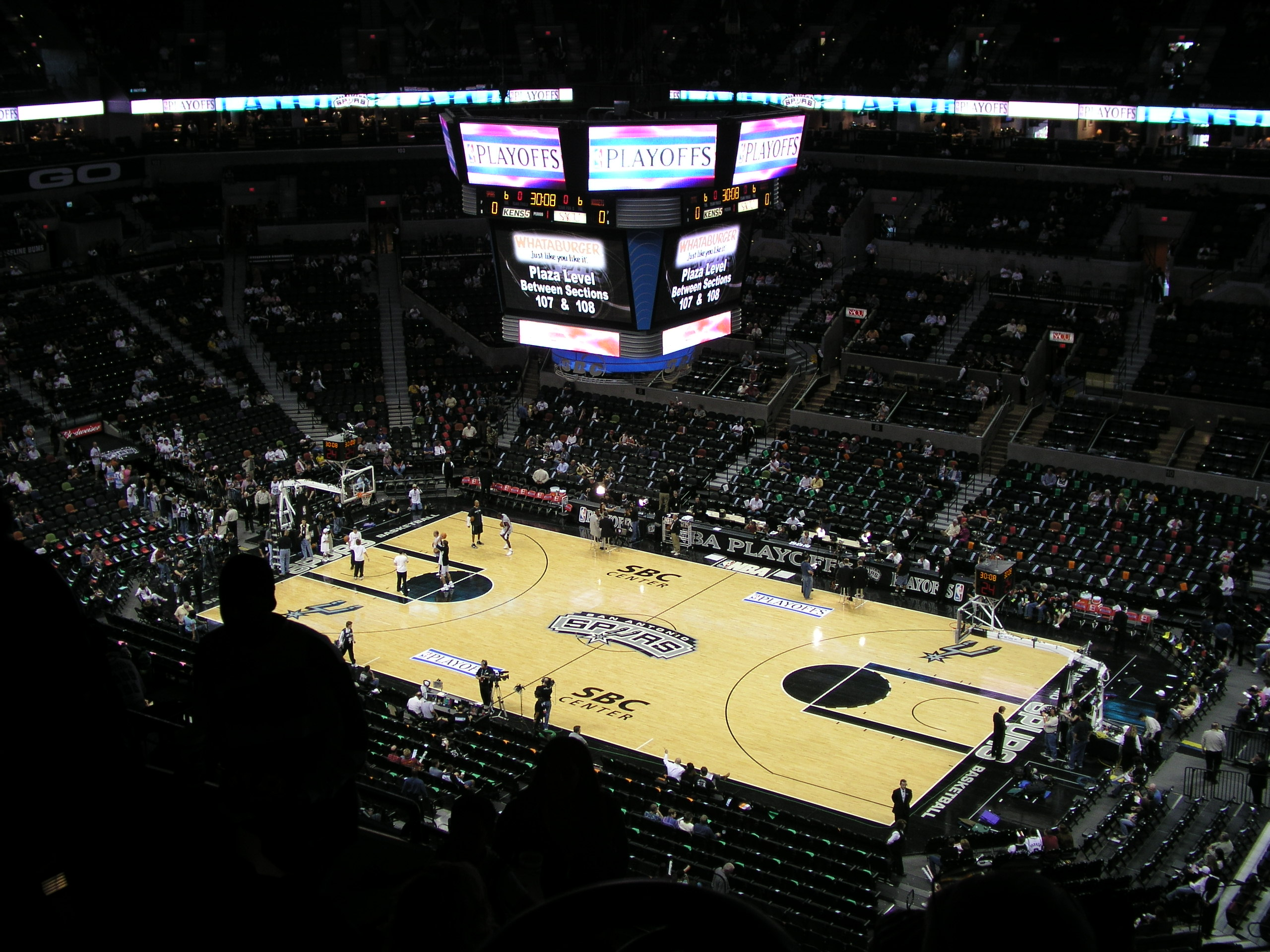
Match des Spurs
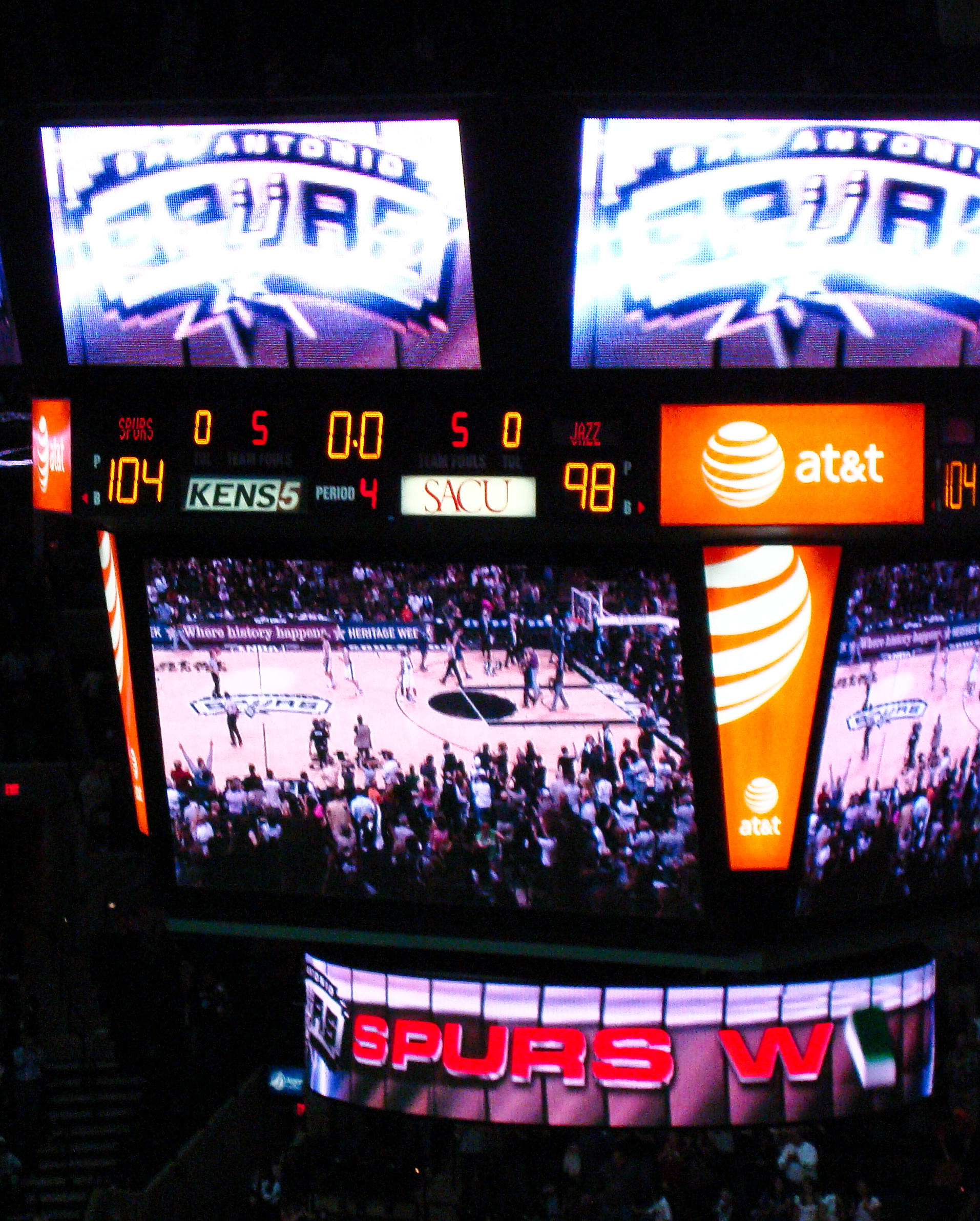
Tableau d'affichage
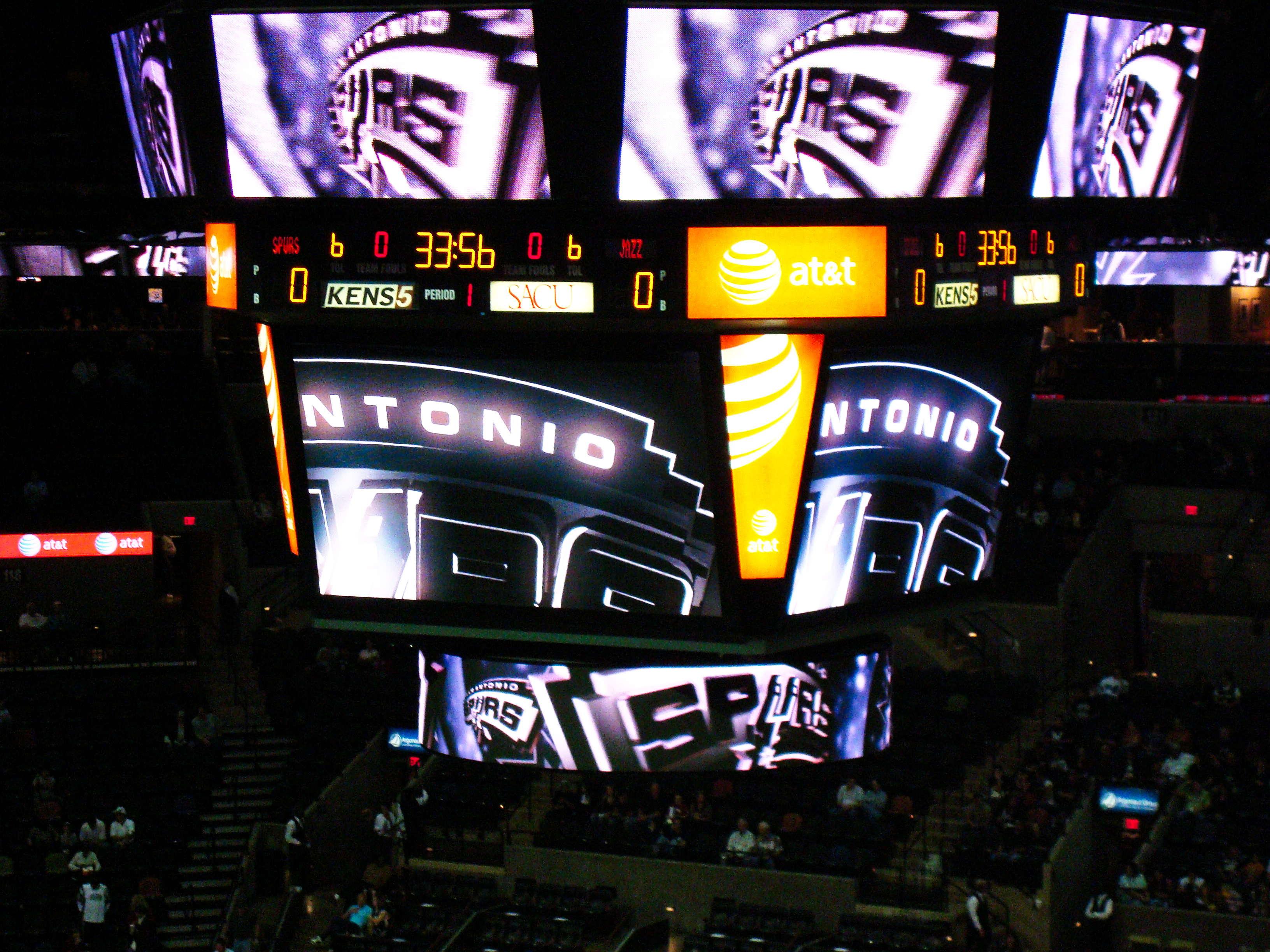
Les écrans
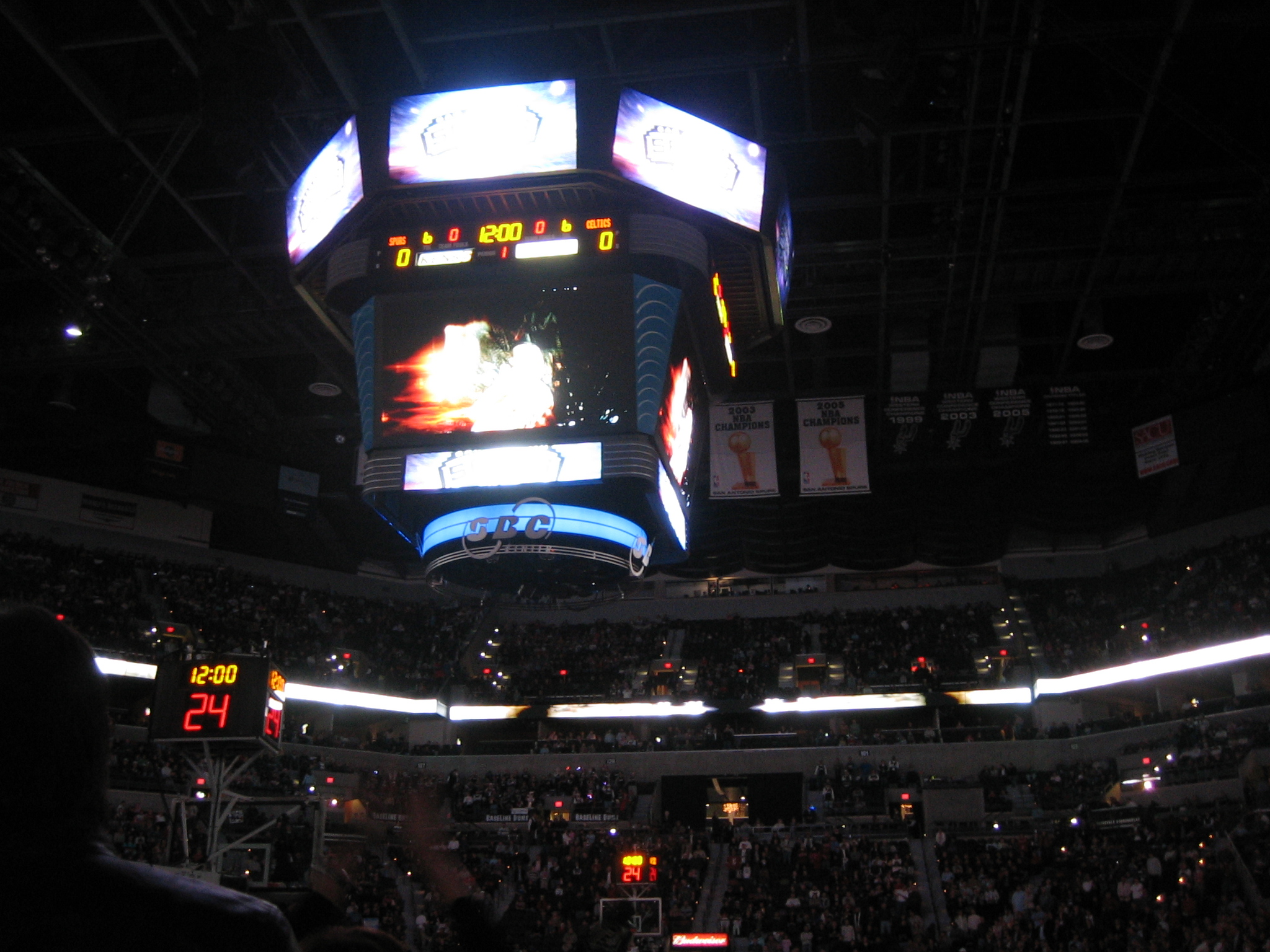
Tableau d'affichage
Ancien logo